# エイヴォン川 (カンタベリー)

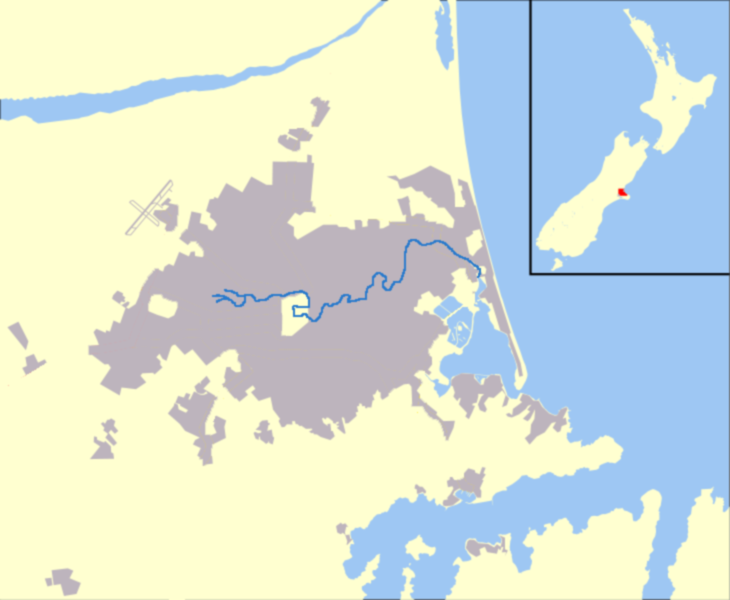
エイヴォン川の位置および流路

エイヴォン川（エイヴォンがわ、英語: Avon River / オタカロ、マオリ語: Ōtākaro）は、ニュージーランドの南島、
カンタベリー地方に位置するクライストチャーチの街の中心部を流れており、河口（三角江）は、ヒースコート川と同じくするエイヴォン・ヒースコート河口域である。

## 水路
エイヴォン川は、エイヴォンヘッドの西の郊外にある水源からクライストチャーチに通じる、イラム、リッカートン、フェンドルトンを経て、ハグレイ公園、そして中央ビジネス地区 (CBD) を抜ける蛇行した川筋が続く。
中央ビジネス地区 (CBD) の東側は、エイヴォンサイド、ダリントン、エイヴォンデール、アラヌイを通って、最終的にサムナー付近のエイヴォン・ヒースコート河口域（マオリ語: Te Wahapū) を経て太平洋に流れ込む。

## 名称
エイヴォン川は、オタカロ (Ōtākaro)、 もしくは Putare Kamutu として、マオリにより知られた。カンタベリー協会は、その川をシェイクスピアと呼称する計画を立てていた。川はスコットランドのエイヴォン川にちなんで、1848年にジョン・ディーンズによって現在の名前が与えられた。ディーンズ家は、現在のリッカートンの郊外に位置するエイヴォン川の近くに家屋敷を建てた。
その名称は、ナイ・タフ条約規定に基づいた多くの変更の1つとして、Ngai Tahu Claims Settlement Act 1998 において、エイヴォン川 / オタカロ (Avon River / Ōtākaro) へと正式に変更された。

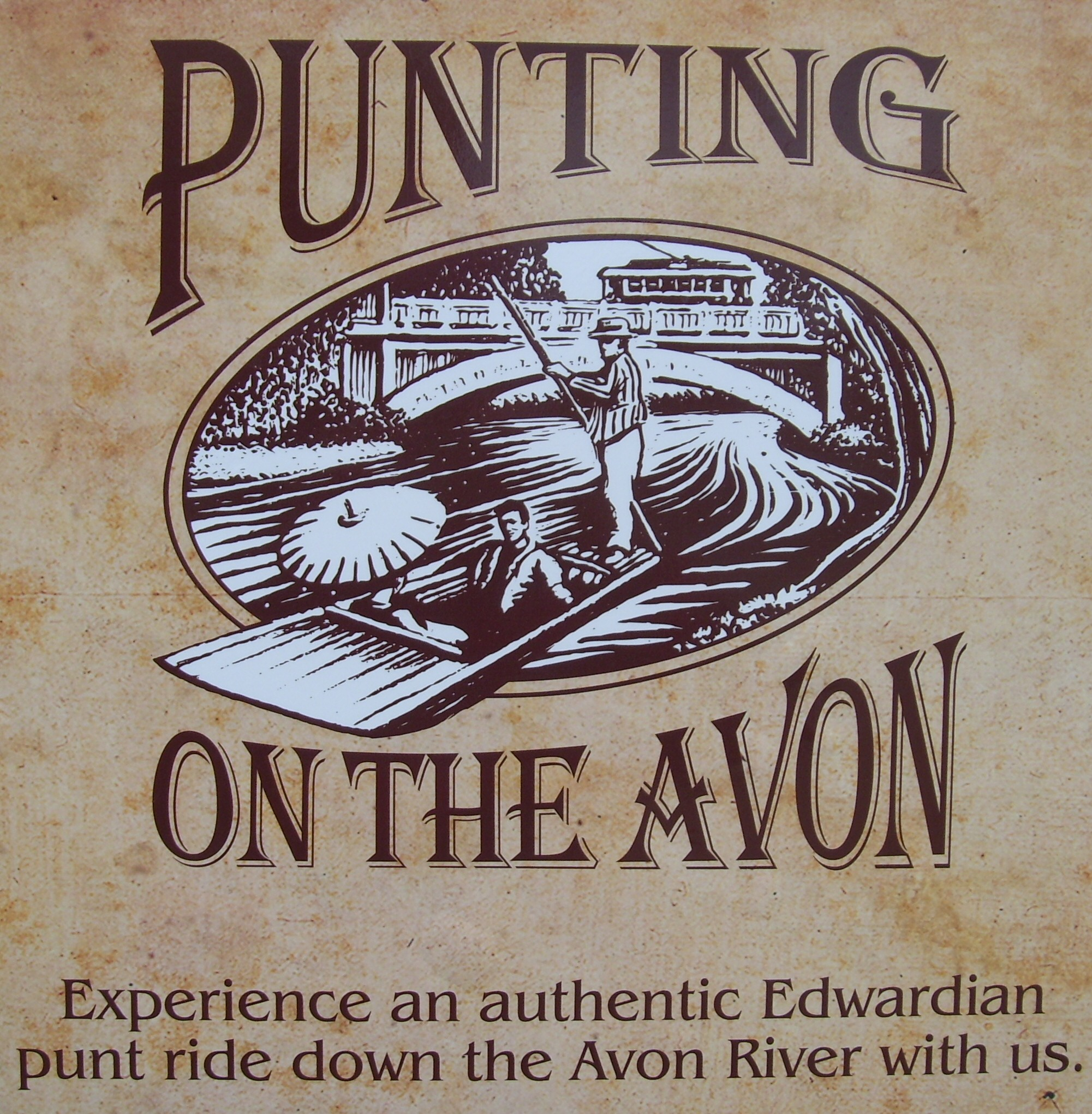
クライストチャーチの観光パント舟

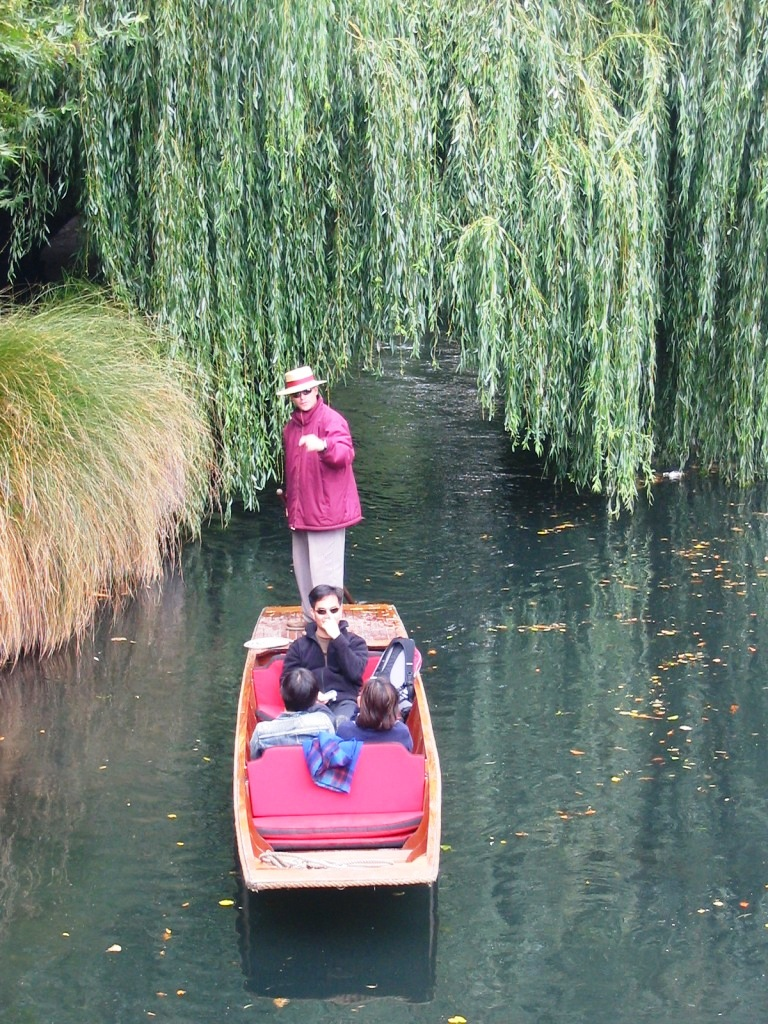
エイヴォン川のパント舟

## パント舟
観光の呼び物としての商業用パント舟は、セントラル・シティ、ハグレイ公園およびフェンドルトンの公園モナ・ベールにおいて利用することができる。

## 外部リンク

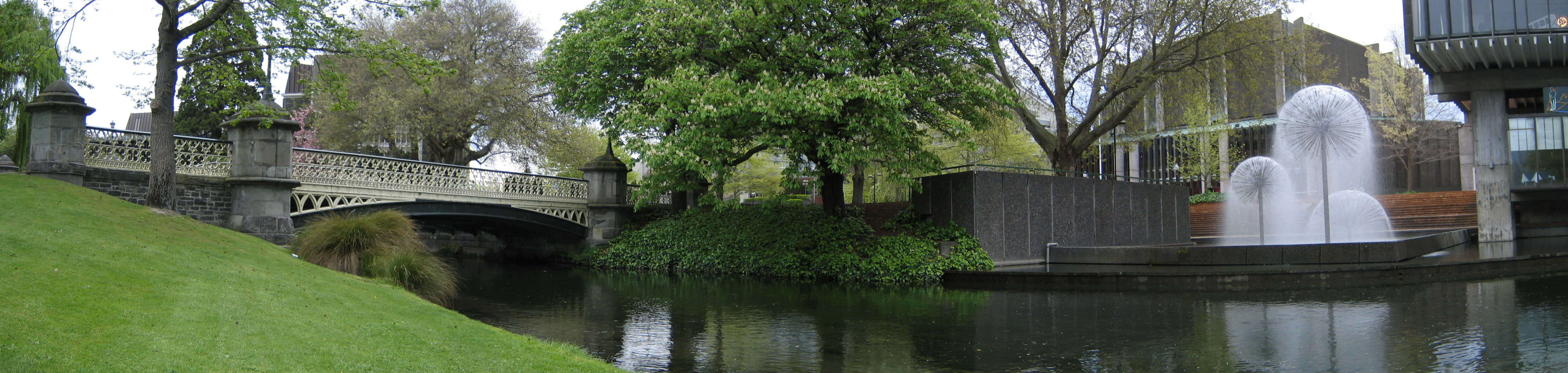
エイヴォン川。クライストチャーチのビクトリア広場 (Victoria Square)

## 地震
セントラル・シティからエイヴォン川下流沿いの多くの土地は、2010年のカンタベリー地震とそれに続く2011年2月の地震および同年6月の地震において被害を受け、カンタベリー地震復興庁 (CERA) により赤の特別区域（レッド・ゾーン）に指定されている。地域団体は、その赤の特別区域に指定された土地を、河口とセントラル・シティを結ぶ公園に変えようと働きかけている。そのキャンペーンは、エイヴォン-オタカロ・ネットワーク(Avon-Otakaro Network, AvON) と称されるグループにより進められ、市長ボブ・パーカーの支持を受けている 。